# Otto Haberlandt
Otto Haberlandt (* 8. Mai 1922 in Wieda, Landkreis Blankenburg; † 14. Mai 1990 ebenda) war ein deutscher Politiker (SPD).

## Leben

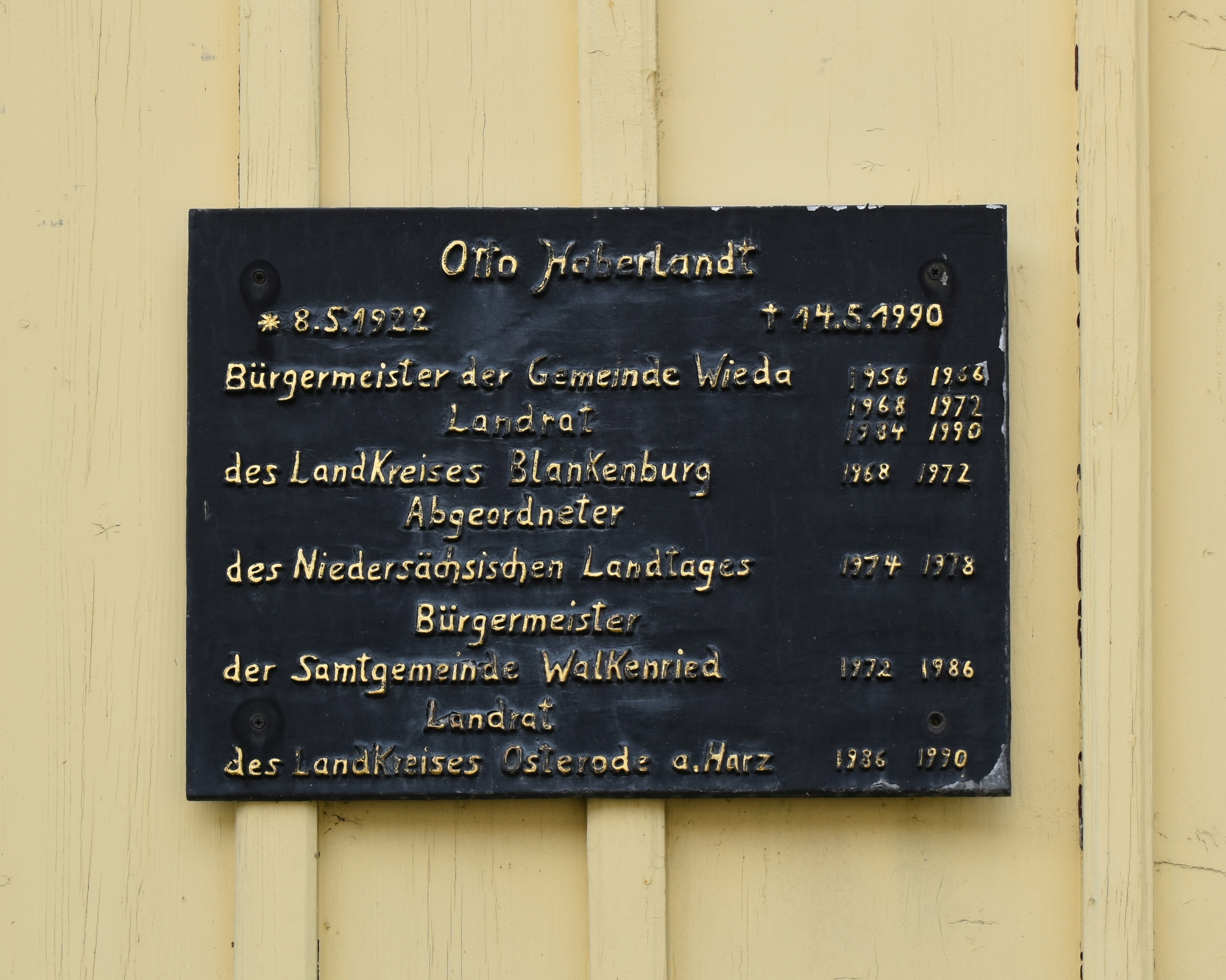
Gedenktafel für Otto Haberlandt am ehemaligen Rathaus in Wieda

Haberlandt besuchte zunächst die Volksschule und schloss daran eine Lehre als Schlosser an. Nach seiner Gesellenprüfung wurde er Soldat im Zweiten Weltkrieg. Nach dem Kriegsdienst war er als Hausmeister bei der Gemeindeverwaltung in Wieda beschäftigt. Bereits im Jahr 1946 war er politisch aktiv tätig. Er war in kommunalen Verbänden u. a. beim Niedersächsischen Gemeindetag tätig. Zudem war er Mitglied des Aufsichtsrates der gemeinnützigen Wohnbaugesellschaft Blankenburg in Braunlage sowie im Landkreis Osterode Mitglied der Verbandsversammlung des Sparkassenzweckverbandes.
Seit 1948 war Haberlandt Mitglied des Gemeinderates in Wieda und wurde zwischen 1955 und 1972 zum Bürgermeister in Wieda gewählt. Ab 1972 bis 1986 war er Bürgermeister der Samtgemeinde Walkenried. Ferner gehörte Haberlandt von 1952 bis 1972 dem Kreistag des Landkreises Blankenburg an. Zwischen 1955 und 1968 war er Fraktionsvorsitzender der SPD. Zwischen den Jahren 1968 und 1972 war er Landrat und gehörte 1972 bis 1990 dem Kreistag des Landkreises Osterode an. Hier war er seit 1986 Landrat.
Ferner war Haberlandt in der achten Wahlperiode Mitglied des Niedersächsischen Landtages vom 21. Juni 1974 bis 20. Juni 1978.

## Ehrungen
Haberlandt ist Träger des Verdienstkreuzes am Bande des Verdienstordens der Bundesrepublik Deutschland.
Ein Teil der Hauptstraße in Wieda ist nach ihm Otto-Haberlandt-Straße benannt.

## Quelle
- Barbara Simon: Abgeordnete in Niedersachsen 1946–1994. Biographisches Handbuch. Hrsg. vom Präsidenten des Niedersächsischen Landtages. Niedersächsischer Landtag, Hannover 1996, S. 135–136.

| Personendaten    | Personendaten                  |
| ---------------- | ------------------------------ |
| NAME             | Haberlandt, Otto               |
| KURZBESCHREIBUNG | deutscher Politiker (SPD), MdL |
| GEBURTSDATUM     | 8. Mai 1922                    |
| GEBURTSORT       | Wieda                          |
| STERBEDATUM      | 14. Mai 1990                   |
| STERBEORT        | Wieda                          |